# Balochisaurus malkani
Il balochisauro (Balochisaurus malkani) è un dinosauro erbivoro appartenente ai sauropodi. Visse nel Cretaceo superiore (Maastrichtiano, circa 70 milioni di anni fa) e i suoi resti fossili sono stati ritrovati in Pakistan.

## Classificazione
Questo dinosauro è noto per una serie di sette vertebre caudali rinvenute nei pressi di Vitakri (formazione di Pab) da parte di un team di paleontologi pachistani, ed è stato descritto nel 2006 da M.S. Malkani. Nella stessa zona sono state in seguito rinvenute altre vertebre e parte di un cranio, che sono stati attribuiti a Balochisaurus. Malkani, all'interno dell'articolo, ha designato non solo un nuovo genere, ma anche una nuova famiglia di sauropodi, i Balochisauridae; probabilmente, però, questa famiglia coincide con quella ben conosciuta, e già nota da tempo, dei Saltasauridae, un gruppo di sauropodi titanosauri evoluti, tra i quali si annoverano alcuni membri dotati di corazza dermica. 